# Olcay Başarır
Olcay Başarır (* 1. Januar 1949) ist ein ehemaliger türkischer Fußballspieler.

## Sportliche Karriere

### Im Verein
Olcay Başarır begann seine Karriere bei Boluspor. Beim Zweitligisten spielte der Mittelfeldspieler zwei Jahre und wechselte danach zu Mersin İdman Yurdu. Başarır verließ Mersin bereits nach einer Saison und spielte danach bei Galatasaray Istanbul.
In seiner Saison mit Galatasaray kam der Mittelfeldspieler zu drei Spielen. In der Folgesaison änderte sich seine sportliche Situation. Die Saison 1970/71 beendete er mit 24 Ligaspielen und vier Toren, außerdem wurde er das erste Mal türkischer Meister. Die Meisterschaft konnte Başarır mit seinen Teamkollegen in den Jahren 1972 und 1973 erfolgreich verteidigen.
Die Spielzeit 1972/73 war seine letzte und er beendete seine Karriere.

### In der Nationalmannschaft
Für die Türkei U-21 spielte Olcay Başarır 1971.

## Erfolge
Galatasaray Istanbul
- Türkischer Meister: 1971, 1972, 1973
- Türkischer Fußballpokal: 1973